# Susan Landau
Susan Landau (Nueva York, 3 de junio de 1954) es una matemática e ingeniera estadounidense, que trabaja como profesora de Ciencias sociales y políticas en el Instituto Politécnico de Worcester en Massachusetts.

## Trayectoria
En 1972, su proyecto sobre números perfectos extraños fue finalista en la competición de búsqueda de talento en ciencia de Westinghouse. En 1989,  introdujo el primer algoritmo para decidir qué radicales jerarquizados pueden ser desjerarquizados, conocido como el algoritmo de Landau. De 1999 hasta 2010 se especializó en seguridad en internet en la empresa informática Sun Microsystems.
Entre 2010 y 2011 fue socia en el Instituto de Estudios Avanzados Radcliffe en la Universidad de Harvard, donde investigó sobre temas relacionados con la seguridad y la privacidad de los sistemas gubernamentales y sus implicaciones políticas. Anteriormente, Landau trabajó como analista sénior sobre privacidad personal en Google. Obtuvo una Beca Guggenheim y una beca de residente en el Departamento de Informática de la Universidad de Harvard en 2012.
Aparte de su trabajo técnico, Landau está interesada en la situación de las mujeres en la ciencia, y mantiene la lista de correo ResearcHers (InvestigadorAs), un "foro para investigadoras de informática", así como una bibliografía en línea sobre mujeres que escriben sobre informática. El Instituto de Mujeres Anita Borg reconoció su labor de divulgación en 2008 otorgándole el 'Vision Award' sobre Impacto Social. En 2011 fue incluida como miembro la Association for Computing Machinery.

## Obra
- Susan Landau, "How to Tangle with a Nested Radical", Mathematical Intelligencer, volumen 16, número 2 (primavera 1994), páginas 49–55.
- Susan Landau, "In Her Own Words: Six Mathematicians Comment on Their Lives and Careers", Notices of the American Mathematical Society 38:7:702–706 (Sept. 1991) texto completo en la Asociación para Mujeres en Matemáticas, (escrito en 1988).